# Valdeolea
Valdeolea ist eine Gemeinde in der spanischen Autonomen Region Kantabrien. Sie liegt in einer Hügellandschaft, die vom Fluss Camesa und seinen zahlreichen Zuflüssen durchzogen wird.

## Orte
- Barriopalacio
- Bercedo
- Camesa
- Castrillo del Haya
- Cuena
- El Haya
- Las Henestrosas de las Quintanillas
- Hoyos
- La Loma
- Mata de Hoz
- Mataporquera (Hauptstadt)
- Matarrepudio
- Olea
- La Quintana
- Las Quintanillas
- Rebolledo
- Reinosilla
- San Martín de Hoyos
- Santa Olalla

## Bevölkerungsentwicklung
| 1842 | 1900 | 1950 | 1981 | 1991 | 2001 | 2011 |
| ---- | ---- | ---- | ---- | ---- | ---- | ---- |
| 1095 | 2356 | 4121 | 2355 | 1787 | 1405 | 1135 |

## Sehenswürdigkeiten
Das Gemeindegebiet beherbergt acht Menhire (darunter der Menhir El Cabezudo), die sich am linken Ufer des Camesa in der Stätte El Olmo befinden. Es beherbergt auch Überreste aus der Römerzeit und dem Mittelalter. Bemerkenswert sind auch die romanischen Kirchen Santa Eulalia la Toma (1176), Santa Maria de las Henestrosas de las Quintanilla (12. Jh.) und Santa Maria (in Olea), die im 16. und 17. Jahrhundert verändert wurden.